# Ибараки
Ибараки (на японски: 茨城県, по английската Система на Хепбърн Ibaraki-ken, Ибараки-кен) е една от 47-те префектури на Япония, разположена е в централно-източната част на страната на най-големия японски остров Хоншу. Ибараки е с население от 2 985 424 жители (11-а по население към 1 октомври 2000 г.) и има обща площ от 6095,58 км² (23-та по площ). Град Мито е административният център на префектурата. В Ибараки са разположени 32 града.